# Simi Valley
Simi Valley je město ve stejnojmenném údolí, které se nachází na jihovýchodu Ventura County v Kalifornii. Leží 65 kilometrů od Los Angeles (počítá se od centra města). Ve městě je pohřben Ronald Reagan.

## Obyvatelstvo
Zdroj: 
| Rok  | Počet obyvatel | ± %    |
| 1970 | 59,832         | —      |
| 1980 | 77 500         | 29,5 % |
| 1990 | 100 217        | 29,3 % |
| 2000 | 111,351        | 11,1 % |
| 2010 | 124,237        | 11,6 % |
| 2020 | 126,356        | 1,7 %  |

| Původ obyvatel Simi Valley (pozn. statistiky sčítání lidu v roce 2010) | Původ obyvatel Simi Valley (pozn. statistiky sčítání lidu v roce 2010) | Původ obyvatel Simi Valley (pozn. statistiky sčítání lidu v roce 2010) | Původ obyvatel Simi Valley (pozn. statistiky sčítání lidu v roce 2010) | Původ obyvatel Simi Valley (pozn. statistiky sčítání lidu v roce 2010) |
| ---------------------------------------------------------------------- | ---------------------------------------------------------------------- | ---------------------------------------------------------------------- | ---------------------------------------------------------------------- | ---------------------------------------------------------------------- |
| Národnost                                                              |                                                                        |                                                                        | %                                                                      |                                                                        |
| Němci                                                                  | Němci                                                                  |                                                                        | 16,7 %                                                                 | 16,7 %                                                                 |
| Mexičané                                                               | Mexičané                                                               |                                                                        | 16,2 %                                                                 | 16,2 %                                                                 |
| Angličané                                                              | Angličané                                                              |                                                                        | 11,3 %                                                                 | 11,3 %                                                                 |
| Italové                                                                | Italové                                                                |                                                                        | 8,5 %                                                                  | 8,5 %                                                                  |
| Smíšené                                                                | Smíšené                                                                |                                                                        | 4,6 %                                                                  | 4,6 %                                                                  |
| Francouzi                                                              | Francouzi                                                              |                                                                        | 3,4 %                                                                  | 3,4 %                                                                  |
| Poláci                                                                 | Poláci                                                                 |                                                                        | 3,1 %                                                                  | 3,1 %                                                                  |
| Indové                                                                 | Indové                                                                 |                                                                        | 2,7 %                                                                  | 2,7 %                                                                  |
| Norové                                                                 | Norové                                                                 |                                                                        | 2,3 %                                                                  | 2,3 %                                                                  |
| Švédové                                                                | Švédové                                                                |                                                                        | 2,3 %                                                                  | 2,3 %                                                                  |
| Filipínci                                                              | Filipínci                                                              |                                                                        | 2,2 %                                                                  | 2,2 %                                                                  |
| Skotové                                                                | Skotové                                                                |                                                                        | 2,1 %                                                                  | 2,1 %                                                                  |
| Nizozemci                                                              | Nizozemci                                                              |                                                                        | 2,0 %                                                                  | 2,0 %                                                                  |
| Další                                                                  | Další                                                                  |                                                                        | 22,6 %                                                                 | 22,6 %                                                                 |

## Osobnosti
Některé z osobností spojených s městem:
- Dallas Braden, baseballista
- Joey Kingová, herečka
- Merrell Twins
- Ray Navarro (1964-1990)
- Matthew Wolff, golfista
- Shailene Woodley, herečka
- Ronald Reagan, politik